# Смитианта
Смитиа́нта (лат. Smithiantha) — род многолетних корневищных травянистых растений семейства Геснериевые (лат. Gesneriaceae).

## Этимология названия
Растение названо в честь английской художницы Матильды Смит.

## Ботаническое описание
Многолетнее корневищное растение. Листья супротивные, сердцевидные, сочные, с бархатным, мягким красным или пурпурным опушением. Верхушечные соцветия-кисти трубчатых или трубчато-колокольчатых поникающих цветков красных, оранжевых или желтых расцветок появляются летом и осенью.
В селекции современных сортов используются виды смитианта многоцветковая (Smithiantha multiflora) и смитианта полосатая (Smithiantha zebrina).

## Ареал
Растение родом из влажных тропических лесов в Мексике.

## Виды
По информации базы данных The Plant List, род включает 8 видов:
- Smithiantha amabilis (Decne.) Kuntze — Смитианта прелестная
- Smithiantha cinnibarina (Linden) Kuntze — Смитианта киноварно-красная. Листья сердцевидные, тёмно-зеленые, с густым красным опушением, вдоль жилок с пурпурными пятнами, длиной 15 см. С лета до осени цветет кирпично-красными цветами длиной 3,5 см, зев цветка более светлый или с точным рисунком. Высота 45 см, ширина 30 см. Родина — Мексика.
- Smithiantha fulgida (Ortgies ex Van Houtte) Cheney — Смитианта блестящая
- Smithiantha × hyacinthina (Carrière) H.E.Moore
- Smithiantha multiflora (M. Martens & Galeotti) Fritsch — Смитианта многоцветковая
- Smithiantha punctata (M.Martens & Galeotti) Kuntze — Смитианта точечная
- Smithiantha secunda (Oerst. ex Hanst.) Kuntze
- Smithiantha zebrina (Regel) Kuntze — Смитианта полосатая[1]. Листья сердцевидные, тёмно-зеленые, около 18 см длиной, вдоль жилок рисунок из коричнево-пурпурных пятен. Цветет летом и осенью шарлаховыми и желтыми цветками, их длина в среднем 3,5 см, зев цветка с красным точным рисунком. Высота 75 см, ширина 35 см. Родина — Мексика.

## Хозяйственное значение и применение
В интерьерах — как горшочное растение, красивоцветущее и декоративнолиственное, в зимних садах и отапливаемых теплицах. В открытом грунте — в цветнике, в кашпо.

## Агротехника
Уход. Хорошо растет в рыхлом среднепитательном, с добавлением торфа (до 60 %), хорошо пропускающем воду и воздух субстрате. Растению нужна повышенная влажность и яркий рассеянный свет. В период роста поливать умеренно, 2 раза в месяц подкармливать калийным удобрением для комнатных растений — 1/4 от рекомендованной на упаковке дозы. Содержать при температуре около 19°С. После отцветания (октябрь) полив сократить, и после усыхания надземной части растения — прекратить. Усохшие стебли срезать, горшок с корневищами хранить в темном, прохладном (12-14°С) месте.
В открытом грунте можно выращивать только в теплых безморозных областях с сухой зимой, в цветниках с хорошим дренажем и умеренно питательной, нейтральной или кисловатой почвой на солнечном месте с легким затенением в полдень. Оберегать от холода и зимней сырости.
Пересадка. Весной корневища можно пересадить в свежий субстрат, поливать осторожно, пока кустик не разрастется. Может погибнуть от излишней влажности.
Размножение. Весной — корневищами и семенами при температуре 15-19°С.